# فهرست داستان‌های مثنوی معنوی
فهرست داستان‌های مثنوی معنوی بر اساس نسخهٔ شمارهٔ ۵۱ کتابخانهٔ موزهٔ مولانا در قونیه تنظیم شده است.

## دفتر اول
1. نی‌نامه
2. پادشاه و کنیزک[۱][۲][۳][۴][۵]
3. مرد بقال و طوطی
4. پادشاه نصرانی‌گداز
5. مرد احول
6. لیلی و خلیفه
7. صیاد سایه
8. پادشاه مومن‌سوز
9. نخجیران و شیر[۶][۷][۸]
10. فرار از عزرائیل
11. کشتیرانی مگس
12. هدد و سلیمان
13. سفیر روم و خلیفه دوم
14. بازرگان و طوطی[۹]
15. پیر جنگی[۱۰][۱۱]
16. نالیدن ستون حنانه
17. گواهی دادن سنگ‌ریزه بر حقیقت پیامبر
18. مرد اعرابی و خلیفه[۱۲]
19. ناقه صالح
20. نحوی و کشتیبان
21. کبودی زدن مرد قزوینی
22. گرگ و روباه در خدمت شیر
23. آنکه در یاری بکوفت
24. آمدن مهمان نزد یوسف
25. مرتد شدن کاتب وحی
26. عیادت رفتن شخص ناشنوا
27. صورتگری رومیان و چینیان[۱۳][۱۴]
28. لقمان و غلامان
29. آتش افتادن در شهر به ایام عمر بن خطاب
30. تف انداختن دشمن به روی علی بن ابیطالب
31. ابن ملجم
32. حقیر شمردن ابلیس

## دفتر دوم
1. دیدن هلال ماه در زمان عمر[۱۵]
2. مارگیر و ماردزد
3. عیسی و شخص نادان
4. اندرز گفتن صوفی به خادم خانقاه
5. فرار باز شاه به کلبه پیرزن
6. حلوا خریدن شیخ خضرویه
7. زاهدی که بسیار می‌گریست
8. خاراندن پشت شیر
9. خر برفت و خر برفت
10. زندانی مفلس
11. شخص غریبی که خانه می‌جست
12. مردی که مادرش را کشت
13. پادشاهی که دو غلام تازه خریده را امتحان کرد
14. گرفتار شدن باز میان جغدان
15. کلوخ انداختن تشنه بر آب
16. شخصی که در راه مردم بوته‌های خار کاشت
17. ذوالنون در زندان
18. خواجه و محبت لقمان
19. عارف و شاه
20. انکار فیلسوف
21. موسی و شبان
22. شخص خفته‌ای که در دهانش مار رفته بود
23. اعتماد کردن بر وفای خرس
24. نابینایی که گفت دو کوری دارم
25. گفت وگوی موسی با گوساله پرست
26. تملق کردن دیوانه از جالینوس حکیم
27. دوستی دو پرنده ناهم جنس
28. عیادت رفتن  رسول
29. وحی خدا به موسی چرا به عیادت من نیامدی
30. باغبان، صوفی فقیه و سید
31. شیخی که گفت کعبه منم
32. ازدواج دلقک با فاحشه
33. خردمند دیوانه نما
34. حمله بردن سگ بر گدای کور
35. محتسب و مست
36. معاویه و شیطان
37. گریه کردن قاضی
38. حسرت خوردن مخلص بر فوت نماز جماعت
39. دزد گرفتن صاحب خانه دزد گرفتن صاحب خانه
40. مسجد ضرار
41. شخصی که شتر خود را گم کرد
42. نماز خواندن چهار هندو
43. قصد کردن غزان به کشتن مردی
44. پیرمرد و طبیب
45. جوحی و کودک پدر مرده
46. ترسیدن کودک از مرد قوی جثه
47. مرد تیراندازی که از سوارکار ترسید
48. اعرابی و فیلسوف
49. کرامات ابراهیم ادهم بر لب دریا
50. طعنه زدن بیگانه ای به شیخ
51. کسی که گفت خدا مرا کیفر نمید
52. موش و شتر
53. درویشی که متهم به دزدی شد
54. شکایت صوفیان نزد مرشد از صوفی دیگر
55. درخت حیات بخش
56. دعوای چهار کس جهت خریدن انگور
57. حیران شدن حاجیان در کرامات زاهد

## دفتر سوم
1. خورندگان پیل بچه[۱۶][۱۷][۱۸][۱۹]
2. اذان گفتن بلال
3. الله الله گفتن نیازمند
4. شهری و روستایی
5. اهل سبا
6. سگی که مقیم خانهٔ لیلی بود
7. افتادن شغال در خُم رنگ
8. مرد لاف زن
9. خواب فرعون در مورد ولادت موسی
10. مارگیر و اژدهای فسرده[۲۰]
11. پیل در تاریکی
12. شخص ساده لوح و سلمانی
13. خواندن نامه عاشقانه در حضور معشوق
14. درخواست روزی بی رنج
15. مکتب دار سختگیر و شاگردانش
16. درویش یک دست
17. دوراندیشی زرگر
18. قاطر و شتر
19. عزیر
20. عارفی که بر مرگ فرزندان خود گریه نمی‌کرد
21. پیر نابینا و قرائت قرآن
22. لقمان و زره ساختن داوود
23. سؤال کردن بهلول از درویش
24. دقوقی و کراماتش[۲۱][۲۲]
25. گریختن عیسی از شخص احمق
26. کور دوربین گر تیزشنو و برهنه دراز دامن
27. خرگوش و شاه فیلان
28. دزدی که نیمه شب دیوار خانه ای را سوراخ می‌کرد
29. پرنده حریص
30. سگی که عهد کرد در تابستان برای خود خانه بسازد
31. عشق صوفی بر سفره تهی
32. امیر و غلام نمازباره
33. مندیل در تنور آتش انداختن آنس
34. تشنگی کاروانیان عرب
35. سخن گفتن کودک شیر خواره
36. عقاب و ربودن کفش رسول
37. مردی که از موسی درخواست کرد زبان حیوانات را به او بیاموزد
38. زنی که فرزندانش می‌مردند
39. شادی بلال موقع وفات
40. عاشقِ صدر جهان
41. مسجد مهمان‌کش
42. طبلک کودک
43. آب خوردن کره اسب
44. نظر کردن پیامبر بر اسیران
45. دادخواهی پشه از باد نزد سلیمان
46. عاشق خام

## دفتر چهارم
1. واعظی که فقط ستمکاران را دعا می‌کرد
2. آن صوفی که زن خود را با بیگانه ای گرفت
3. مرد دباغ در بازار عطاران
4. شخص حق ستیز و علی
5. مسجد اقصی
6. آغاز خلافت عثمان
7. سلیمان و بلقیس
8. کرامات شیخ عبدالله مغربی
9. عطار و مشتری گِل خوار
10. درویشی که از خدا درخواست
11. روزی حلال بدون کسب و کار می‌کرد
12. هجرت ابراهیم ادهم
13. تشنه ای که از درخت گردو در آب می‌افکند
14. یاری خواستن حلیمه از بُتان
15. پاداش گرفتن شاعر از پادشاه
16. آموختن گورکنی از زاغ
17. مراقبه صوفی میان گلستان
18. غلامی که عیوب خود را نمی‌دید
19. ناقة مجنون
20. فقیهی که دزد عمامه اش را ربود
21. مرد لاف زن
22. مژده دادن بایزید بسطامی از زادن ابوالحسن خرقانی
23. کژ وزیدن باد بر سلیمان
24. مشورت با دشمن عاقل
25. سپردن فرماندهی سپاه اسلام به یک سردار جوان
26. بایزید بسطامی که گفت: خدا منم
27. سه ماهی در آبگیر
28. دعای استنجا
29. صیاد و پرنده زیرک
30. پند دادن موسی به فرعون
31. بشارت پایان یافتن ماه صفر
32. باز پادشاه و پیرزن نادان
33. زنی که از علی یاری خواست
34. جدل برخی از امیران عرب با پیامبر
35. خشم گرفتن پادشاه بر ندیمی و شفاعت عماد الملک
36. پرسش موسی از خدا که چرا خلایق می‌میرند
37. شاهزاده ای که پادشاهی حقیقی بر او روی نمود
38. زاهدی که در سال قحطی شاد و خندان بود
39. عُزیر و فرزندانش
40. لابه کردن قبطی به سبطی برای نوشیدن آب
41. زن پلیدکار و شوهرش
42. ذوالقرنین و کوه قاف
43. موری که نوشتن قلم را دید و آن را ستود
44. رؤیت جبرئیل

## دفتر پنجم
1. چهار مرغ فتنه جو
2. مهمان شکم باره
3. قهر و لطف خدا
4. اعرابی که سگش در حال مرگ بود
5. طاووسی که پرهای زیبای خود را می‌کند
6. محبوس شدن آهو در آخور خران
7. فتح سبزوار توسط سلطان محمد خوارزمشاه
8. شخصی که ادعای پیغمبری می‌کرد
9. عاشقی که خدمت‌های خود را نزد معشوق برمی‌شمرد
10. شهوت راندن خاتون با خر
11. خلقت جسم آدم
12. قوم یونس
13. ایاز و سلطان محمود غزنوی
14. قصد کردن مجنون
15. زاهد نمای هوس باز
16. توبه نصوح
17. شیر و روباه و خر
18. خر و اسبان تازی
19. زاهدی که توکل را امتحان می‌کرد
20. مُخَنّث و لوطی
21. فرار از خرگیران
22. شیخ محمد سَررَزی غزنوی
23. مریدی که شیخ به حرص و ضمیر او واقف شد
24. گاوی که شبها غصه می‌خورد
25. شخصی که در جست وجوی آدم بود
26. دزد میوه و باغبان
27. درویشی که به خدا اعتراض کرد
28. نکوهش خویشاوندان مجنون
29. جُوحی در مجلس وعظ
30. کافری که گفتند مسلمان شو
31. مؤذن زشت آواز
32. زن نابکار
33. امیر و زاهد ریایی
34. ضیاء دلق و شیخ الاسلام بلخ
35. شطرنج بازی شاهِ تِرْمَذ و دلقک
36. پیامبر در غار حرا
37. مهمان ناشناس
38. پند دادن پدر به دختر نوعروس خود
39. صوفی لاف زن
40. جهاد اکبر عیاضی
41. مجاهدة صوفی صافی
42. کنیزک و پهلوان و خلیفه مصر
43. گوهر شکستن ایاز

## دفتر ششم
1. مرغی که سر به سوی شهر و دم به سوی ده داشت
2. غلام هندو
3. مردی که سنگ آتش زنه اش مدام خاموش می‌شد
4. حسدِ امیران بر ایاز
5. پرنده و صیاد حیله‌گر
6. دزدان و مرد ساده لوح
7. های و هوی کردن پاسبان
8. عاشقی که خوابش در ربود
9. امیر ترک و رامشگر
10. نابینا در خانه پیامبر
11. عزاداری عاشورا در حلب
12. کسی که نیمه شب سَحوری می‌زد
13. احد احد گفتن بلال
14. بیماری هلال
15. اسبی که واپس می‌رفت
16. عجوزه ای که هوس شوهر کرده بود
17. گدا و مرد گیلانی
18. گدایی که هر چه از صاحب خانه خواست، گفت نیست
19. مرد بیماری که طبیب در او امید صحت ندید
20. سلطان محمود و غلام هندو
21. خیاط شوخ‌طبع
22. زنان بسیار در جهان
23. زنی که از لباس پاره و چرکینش شکوه می‌کرد
24. ریش راهب
25. فقیری که گنج بدون رنج می‌طلبید
26. مرید شیخ حسن خرقانی
27. سه هم سفر یهودی مسیحی و مسلمان
28. شتر، گاو و قوچ
29. ستم کردن شاه در گذر مسجد
30. شاهِ تِرْمَذ و دلقک
31. موش و چغز
32. ابنُ الوقت بودن صوفی
33. سلطان محمود در جمع شب دزدان
34. گاو دریایی و گوهر شب چراغ[۲۳][۲۴]
35. عبدالغوث و پریان
36. مرد وامدار و محتسب تبریز[۲۵]
37. جعفر طیار و فتح قلعه
38. نان خریدن عُمَر از نانوای کاشی
39. فرار گوسفند از زمهٔ موسی
40. تعلق خاطر خوارزمشاه به اسب یکی از امیران
41. یاری خواستن یوسف از یک زندانی
42. در هوش رُبا[۲۶]
43. بخشش‌های صدرِ جهان
44. دو برادر کوسه و اَمْرَد
45. پادشاه و فقیه شراب خوار
46. امرء القیس و پادشاه روم
47. اسرار گنج در مصر[۲۷]
48. عشق قاضی به زن جوحی
49. رحم آوردن عزرائیل
50. وصیت پدر به فرزندان